# Rajkeswur Purryag
Rajkeswur Purryag (født 12. december 1947, død 21. juni 2025), også kendt som Kailash Purryag, var en mauritisk politiker, der var Mauritius' præsident fra 21. juli 2012 til 29. maj 2015. Han blev valgt som den 5. præsident af nationalforsamlingen. Han overtog posten efter Anerood Jugnauth.
Purryag var tidligere medlem af parlamentet for Parti Travailliste, minister og formand for nationalforsamlingen. Han startede sin politiske karriere i 1976.